# Alexander Jan Cuza-universiteit van Iași
De Alexander Jan Cuza-universiteit (Roemeens:Universitatea Alexandru Ioan Cuza) in Iași is de oudste universiteit van Roemenië. Stichter en naamgever was vorst Alexander Jan Cuza, die op 26 oktober 1860, een jaar na de totstandkoming van de Roemeense staat, de bestaande Academia Mihăileană tot universiteit promoveerde. De instelling telt ruim 24.000 studenten (2020).

## Geschiedenis
Iași beschikt over een lange traditie in hoger onderwijs. Hier was in 1640 door de Moldavische prins Vasile Lupu de Academia Vasiliană opgericht als eerste hogeronderwijsinstelling in de Roemeense landen. Deze werd in 1707 opgevolgd door de Vorstelijke Academie van Iaşi, die tegemoetkwam aan de normen van de andere Europese academies op dat moment. In 1812 werd de deze academie hernoemd tot de Academie voor Filologie en Wetenschappen.
Vorst Mihail Sturdza van Moldavië richtte vervolgens op initiatief van George Asachi in 1835 de Academia Mihăileană op, eveneens om aansluiting te zoeken bij "de normen van het verlichte Europa". Er kwamen aanvankelijk drie faculteiten: rechtsgeleerdheid, filosofie en theologie. De opleidingen leken sterk op die van Oostenrijkse en Duitse academies.
In 1937 werd de natuurwetenschappelijke faculteit van de Alexander Jan Cuza-universiteit afgesplitst: het hieruit ontstane polytechnicum kreeg in 1993 de status van universiteit: ook de Technische Universiteit van Iași, die de naam van George Asachi draagt, is dus voortgekomen uit de Academia Mihăileană.
De Alexander Jan Cuza-universiteit is lid van de Coimbragroep het Utrecht Network, het Universitaire Agentschap van de Franstaligheid (AUF), het Netwerk van Franstalige Universiteiten (RUFAC) en van het Universitaria Consortium (een groepering van Roemeense elite-universiteiten).

## Organisatie
De universiteit is onderverdeeld in vijftien faculteiten: 
1. Biologie
2. Scheikunde
3. Rechten
4. Economie en bedrijfskunde
5. Lichamelijke opvoeding en sport
6. Filosofie, sociale en politieke wetenschappen
7. Natuurkunde
8. Geografie en geologie
9. Informatica
10. Geschiedenis
11. Letteren
12. Wiskunde
13. Psychologie en onderwijswetenschappen
14. Orthodoxe theologie
15. Rooms-katholieke theologie

## Rankings
In 2008 werd de universiteit voor het derde jaar op rij als eerste gerangschikt in de nationale onderzoeksranglijsten die uitgaan van de criteria van de Shanghai Jiao Tong Universiteit.
Aarhus ·
Åbo ·
Barcelona ·
Bergen ·
Boedapest ·
Bologna ·
Bristol ·
Cambridge ·
Coimbra ·
Dublin ·
Edinburgh ·
Galway ·
Genève ·
Göttingen ·
Graz ·
Granada ·
Groningen ·
Heidelberg ·
Iași ·
Jena ·
Krakau ·
Leiden ·
Leuven ·
Louvain-la-Neuve ·
Lyon ·
Montpellier ·
Oxford ·
Padua ·
Pavia ·
Poitiers ·
Praag ·
Salamanca ·
Siena ·
Tartu ·
Thessaloniki ·
Turku ·
Uppsala ·
Würzburg
 België - Universiteit Antwerpen ·
 Tsjechië - Masaryk-universiteit ·
 Denemarken - Universiteit van Aarhus ·
 Spanje - Complutense-universiteit van Madrid ·
 Finland - Universiteit van Helsinki ·
 Frankrijk - Université de Lille · Universiteit van Straatsburg ·
 Duitsland - Ruhr-universiteit van Bochum · Universiteit Leipzig ·
 Estland - Universiteit van Tartu ·
 Griekenland - Aristoteles-universiteit van Thessaloniki ·
 Hongarije - Eötvös Loránd Tudományegyetem ·
 IJsland - Háskóli Íslands ·
 Ierland - University College Cork ·
 Italië - Università di Bologna ·
 Letland - Latvijas Universitāte ·
 Litouwen - Universiteit van Vilnius ·
 Malta - Universiteit van Malta ·
 Nederland - Hogeschool voor de Kunsten Utrecht · Universiteit Utrecht ·
 Noorwegen - Universiteit van Bergen ·
 Oostenrijk - Universiteit van Graz ·
 Polen - Jagiellonische Universiteit ·
 Portugal - Universiteit van Coimbra ·
 Roemenië - Alexander Jan Cuza-universiteit van Iași ·
 Slowakije - Comeniusuniversiteit Bratislava ·
 Slovenië - Universiteit van Ljubljana ·
 Turkije - Boğaziçi Universiteit ·
 Verenigd Koninkrijk - Queens University Belfast · Universiteit van Hull ·
 Zwitserland - Universität Basel